# Leonardo Ferrel
Leonardo Ferrel Lobo (* 7. Juli 1923 in Punata; † 11. Juli 2013 in Cochabamba) war ein bolivianischer Fußballspieler. Der Mittelfeldspieler nahm mit der bolivianischen Nationalmannschaft an der Fußball-Weltmeisterschaft 1950 teil. 

## Karriere

### Verein
Leonardo Ferrel begann seine Karriere 1946 bei The Strongest und gewann in seinem Debütjahr die Meisterschaft von La Paz. Er blieb bis mindestens 1950 beim Verein aus La Paz.

### Nationalmannschaft
Ferrel debütierte in der Nationalmannschaft beim Campeonato Sudamericano 1946 bei der 0:3-Niederlage gegen Brasilien. Ähnlich wie ein Jahr später beim Campeonato Sudamericano 1947 war er in den meisten Spielen Reservespieler und blieb mit Bolivien in beiden Südamerikameisterschaften ohne Sieg. Beides änderte sich beim Campeonato Sudamericano 1949, bei dem er sechs der sieben Spiele Boliviens bestritt und damit großen Anteil am vierten Platz, den das Team erreichte, hatte. Im Folgejahr spielte er bei der Weltmeisterschaft in Brasilien. Dort kam er im einzigen Spiel Boliviens bei der 0:8-Niederlage gegen den späteren Weltmeister Uruguay zum Einsatz. Es war sein letzter Länderspieleinsatz.

## Erfolge
The Strongest
- Campeonato de la LPFA: 1946

## Sonstiges
Neben seiner Leidenschaft Fußball spielte er auch Basketball und Volleyball.